# Ганич Степан Федорович
Ганич Степан Федорович (5 січня 1935, Ужгород — 24 січня 1992, Львів) — український музичний педагог, тромбоніст, доцент кафедри духових та ударних інструментів Львівської державної консерваторії ім. М. В. Лисенка.

## Життєвий шлях
Народився 5 січня 1935 р. у місті Ужгород в родині службовця, згодом — підприємця, засновника заводу з виробництва церковних дзвонів. В дитинстві навчався гри на скрипці, пізніше — гри на тромбоні.
1961 року закінчив Ужгородське державне музичне училище і цього ж року поступив у Київську державну консерваторію ім. П. І. Чайковського в клас професора М. Добросєдова. Після закінчення навчання з 1959 року працював у Львівському театрі опери та балету ім. І. Франка солістом оркестру.
З 1962 року — старший викладач, пізніше — доцент кафедри духових та ударних інструментів Львівської державної консерваторії ім. М. В. Лисенка. За час роботи у Львівській консерваторії його клас закінчили близько сорока високопрофесійних музикантів-виконавців — тромбоністів, тубістів. Яскраво виявився талант С. Ганича як педагога і в роботі над грою в ансамблях та духовому оркестрі.
Багато зусиль він віддавав формуванню високих професійних якостей звуковидобування, тембру, інтонації, ритму, що становили основу його прискіпливої праці над музичним текстом.
Сформував особливу виконавську школу гри на тромбоні та ансамблю. З його класу вийшли лауреати конкурсів: А.Трофимович. В.Садиков. Л. Меленець, О. Джуряк, М. Саковський, О. Савельєв та інші. На кафедрі духових та ударних інструментів Львівської національної музичної академії ім. М. В. Лисенка викладають його найкращі випускники — Лев Меленець і Олександр Савельєв.
Автор обробок і перекладів творів для тромбона та ансамблів духових інструментів, методичної праці «Інтонація та тембр при грі на тромбоні». Був членом журі республіканських конкурсів.
Помер 24 січня 1992 року у Львові.

## Увічнення пам′яті
На честь С. Ганича у Львові 2005 року започатковано конкурс виконавців на мідних інструментах, який здобув статус міжнародного.